# Olisa Ndah
Olisa Harold Ndah (ur. 21 stycznia 1998 w Asabie) – nigeryjski piłkarz grający na pozycji środkowego obrońcy. Od 2021 jest zawodnikiem klubu Orlando Pirates.

## Kariera klubowa
Swoją karierę piłkarską Ndah rozpoczął w klubie Delta Stars FC, w którym grał w 2014 roku. W 2015 roku przeszedł do Sharks FC, a następnie w połowie roku wyjechał na Maltę i został zawodnikiem Sliemy Wanderers. W sezonie 2016/2017 był zawodnikiem Ħamrun Spartans, a w sezonie 2016/2017 - Sirens FC, jednak w żadnym z tych trzech maltańskich klubów nie zaliczył debiutu.
W 2018 roku Ndah wrócił do Nigerii i został zawodnikiem Remo Stars FC. W 2019 roku przeszedł do Akwy United. W sezonie 2020/2021 wywalczył z nim tytuł mistrza Nigerii.
Latem 2021 Ndah przeszedł do południowoafrykańskiego Orlando Pirates. Zadebiutował w nim 11 września 2021 w wygranym 1:0 domowym meczu z Moroką Swallows.

## Kariera reprezentacyjna
W reprezentacji Nigerii Ndah zadebiutował 22 września 2019 w przegranym 1:4 meczu Mistrzostw Narodów Afryki 2020 z Togo, rozegranym w Lomé. W 2022 roku został powołany do kadry na Puchar Narodów Afryki 2021, na którym rozegrał jeden mecz, grupowy z Gwineą Bissau (2:0).